# Savon Sanomat
Savon Sanomat är en finskspråkig dagstidning som utges i Kuopio sedan 1908.
Tidningen är bunden till Centern i Finland. Sedan 1951 utkommer den sju dagar i veckan. 
Savon Sanomats upplaga 1969 var 60 000. Som bäst var dess upplagesiffror i början av 1990-talet: 90 000.